# Чому я живий?
«Чому я живий» — фільм українського режисера Віллена Новака знятий за мотивами оповідання Євгена Митька «Тепер я турок, не козак». Прем'єра фільму відбулася 4 листопада 2021 року.

## Історія створення
За словами режисера фільму, за порадою свого знайомого, він прочитав оповідання Євгена Митька «Тепер я турок, не козак», яке було надруковано у 1989 році у журналі «Мистецтво кіно» та відтоді його «серце залишилось із цим оповіданням».
У 2017 році він розповів про сценарій продюсеру Андрію Осипову, якого дуже вразили слова сценарію. Після цього розпочалася підготовча робота, а наприкінці 2019 року надійшли перші кошти для зйомок фільму, які проходили в Одесі та Одеській області, зокрема у селі Ковалівка Біляївського району.

## Сюжет
Події фільму відбуваються у місті Маріуполь на початку 1940-х років. Розповідь ведеться від імені 9 річного хлопчика Женьки.
Його тітка Фрося закохана у Льончика та вони збираються побратися. Але його дідусь Олекса, батько Фросі та її старшої сестри Марії (мами Женьки) налаштований категорично проти через те, що Льончик єврей. Але весілля відбувається.
Незабаром починається війна, а Фрося народжує донечку Лорочку. Невдовзі гітлерівці захоплюють місто, збирають усіх євреїв та розстрілюють їх. Льончик за настановою своїх батьків Овсія, артиста місцевого театру та Басі, вчителя-хореографа, встигає покинути місто.
Овсію вдається вижити під час розстрілу та він приходить до родини Фросі. Олекса, попри колишню неприязнь до євреїв та заборони нацистів щодо їх переховування, допомагає Овсієві. Сусіди доносять про це гітлерівцям, але під час обшуку оселі Олекси, Овсію вдається втекти. Та через деякий час, не витримавши постійних переслідувань, він покінчив життя самогубством. Задля захисту та врятування Лорочки, Олекса хрестить її у православній церкві, а Фрося вступає у відносини із німецьким інтендантом. Згодом Маріуполь звільняють від нацистів та Фросю заарештовують за зв'язки із ворогом.
Проходить декілька років. Фрося після покарання повертається додому, де на неї чекають рідні: вже доросла донька Лорочка, Женька, який чекає на повістку до армії, старша сестра Марія та Льончик, який втративши ногу, із численними нагородами, повернувся з війни.

## У ролях
| Актор              | Роль        |
| ------------------ | ----------- |
| Віктор Жданов      | Олекса      |
| Максим Горай       | Женька      |
| Артем Вільбік      | Овсій       |
| Ірина Мельник      | бабуся Ганя |
| Ольга Радчук       | Бася        |
| Роланд Мішко       | Льончик     |
| Анастасія Марків   | Фрося       |
| Анастасія Борисова | мама Марія  |

## Відзнаки та нагороди
- Спеціальна відзнака на Міжнародному кінофестивалі «Слов'янська казка» (Болгарія), 2021[6];

- Гран-прі міжнародного кінофестивалю «КіТи» (Україна), 2021[7];
- Відзнака у категорії «Найкращий повнометражний фільм» на кінофестивалі Future of film Awards (Північна Македонія), 2021[8];
- Діамантова нагорода журі у категорії «Найкращий повнометражний фільм» на Європейському кінофестивалі (Велика Британія), 2021[9];
- Перше місце на фестивалі Silk Road Film Awards Cannes у номінації «Найкращий режисер повнометражного фільму» (Франція), 2022[10];
- Золота відзнака Голлівудського кінофестивалю (США), 2022[11];
- Перше місце у номінації «Кращий драматичний фільм» на Анатолійському міжнародному кінофестивалі (Туреччина), 2022[12].